# San Francisco 49ers
San Francisco 49ers este o echipă de fotbal american cu sediul în San Francisco, California, Statele Unite, care joacă în Divizia de Vest a Conferinței NFC din NFL.
Echipa a fost fondată în vara anului 1944 de Tony Morabito, un om de afaceri interesat de industria lemnului, și trei dintre asociații săi și a evoluat inițial în Conferința de fotbal All-America (AAFC), care abia se forma.
Numele 49ers amintește de curajul oamenilor care au venit în zonă în timpul goanei după aur din 1849.
În cei patru ani de existență ai AAFC, franciza a fost una dintre echipele de top, cu scorul general de 39–15–2, pe locul doi după Browns. Ei au jucat și în playoff în 1949, câștigând primul joc împotriva New York Yankees și pierzând în finala campionatului cu Cleveland Browns.
Datorită rezultatelor bune, după dizolvarea AAFC în 1950, cererea lor de afiliere la NFL a fost acceptată și au fost repartizați în Conferința Națională. Au ajuns în playoff abia în 1957, dar au pierdut meciul cu Detroit Lions, scor 31-27, deși 49ers conduseseră cu 27-7. A urmat o lungă perioadă de timp fără rezultate notabile, dar a venit o invenție a antrenorului Dick Nolan în ceea ce privește așezarea la repunerea mingii, numită formația „shotgun”, care este folosită și astăzi cu succes. Ajutați parțial de noua formație, au câștigat divizia în 1970 (10–3), iar după ce i-au învins pe Minnesota Vikings în playoff, au pierdut doar în finala diviziei în fața Dallas Cowboys, 17–10.
În 1971, echipa s-a mutat pe un nou stadion, Candlestick Park, care este încă în uz astăzi, iar în acest sezon și-a repetat rezultatul anului precedent, fiind din nou opriți de Cowboys în finala conferinței (3–14). În 1972, situația s-a repetat, doar scorul fiind schimbat (49ers–Cowboys: 28–30).
Au urmat alți ani slabi. În 1977, Edward J. DeBartolo Jr. a devenit noul proprietar, care dorea să construiască o echipă mare. În 1979, a venit antrenorul principal Bill Walsh și l-au achiziționat pe quarterbackul Joe Montana în draft. În sezonul 1981, Niners au ajuns prima dată în Super Bowl. La finala disputată la Pontiac, Michigan, pe 24 ianuarie 1982, au participat 81.270 de spectatori, imnul național american fiind cântat de Diana Ross. Adversarul a fost campioana AFC, Cincinnati Bengals. San Francisco a condus cu 20-0, Bengals au revenit, dar Niners au câștigat cu 26-21, devenind în premieră campioni. Cel mai valoros jucător al meciului a fost Joe Montana, iar antrenorul anului a fost Bill Walsh. Din această echipă, Bill Walsh, Fred Dean, Ronnie Lott și Joe Montana au devenit mai târziu membri ai Hall of Fame.
În cei 17 ani care au urmat, echipa a ratat playoff-ul de doar două ori, a câștigat divizia de 12 ori, a ajuns la Super Bowl de patru ori și le-a câștigat pe toate patru. La sfârșitul sezonului 1984, în Super Bowl XIX, adversarul era Miami Dolphins. În marea finală, 49ers au câștigat cu 38–16, iar Montana a fost din nou MVP. În finala sezonului 1988, au învins pe Cincinnati Bengals cu 20-16, wide-receiver-ul Jerry Rice fiind desemnat omul meciului. La sfârșitul sezonului următor, 49ers au putut sărbători din nou: în finală, adversarul a fost Denver Broncos, iar San Francisco a obținut o victorie categorică: 55-10. Din nou Joe Montana a fost ales drept cel mai valoros jucător al finalei. Următorul Super Bowl a venit la sfârșitul sezonului 1994. În meciul desfășurat la Miami pe 29 ianuarie 1995, adversarul a fost San Diego Chargers, rezultatul final a fost 49-26 în favoarea San Francisco 49ers, iar aceștia au devenit campioni mondiali pentru a cincea oară. Cel mai bun din finală a fost quarterbackul Steve Young.
Între 1995 și 2002, 49ers au ajuns „doar” de șase ori în playoff, dar nu trecut niciodată de primul tur. După 2003, a urmat o serie deosebit de slabă, având bilant negativ în sezonul regulat până în 2010, iar abia în sezonul 2009 au reușit să lupte pentru un record de 8-8. Sezonul 2011 s-a dovedit a fi mai promițător, echipa condusă de antrenorul principal Jim Harbaugh a ajuns în cele din urmă în playoff, unde a câștigat primul meci împotriva lui New Orleans Saints (36–32), dar a pierdut finala de conferință, în prelungiri cu New York Giants (20–17). Cu toate acestea, jocul și eficiența îmbunătățite au fost evidente, iar antrenorul principal Jim Harbaugh a fost numit antrenorul anului.
Din 2014, echipa evoluează pe stadionul Levi's, arenă cu o capacitate de 68.490 de locuri. Compania Levi Strauss & Co. a plătit 220,3 milioane de dolari ca stadionul să-i poarte numele pentru următorii 20 de ani, cu posibilitatea de prelungire a contractului pentru încă cinci ani în schimbul sumei de 75 de milioane de dolari.
După patru sezoane cu cel puțin 10 înfrângeri în fiecare an, 49ers au ajuns în sezonul 2019 în Super Bowl unde au înfruntat pe Kansas City Chiefs. Niners au condus cu 20–10 cu șapte minute înainte de final, dar au pierdut cu 31–20, Chiefs obținând primul titlu de campioană după 50 de ani.
În sezoanele 2021 și 2022, 49ers au jucat finala Conferinței Naționale, dar au fost învinși de Los Angeles Rams, respectiv Philadelphia Eagles.
În sezonul 2023, a venit o nouă calificare în Super Bowl unde din nou Niners au înfruntat pe Kansas City Chiefs, au condus cu 10-0, dar au fost egalați la 19 în ultimele secunde ale timpului regulamentar și au pierdut cu 25-22 după overtime.